# XI век до н. э.
XI (оди́ннадцатый) век до на́шей э́ры по пролептическому юлианскому календарю — век с 1 января 1100 года до н. э. по 31 декабря 1001 года до н. э. Это 10-й век 2-го тысячелетия до н. э. Ему предшествовал XII век до н. э., за ним следовал X век до н. э. Закончился 3025 лет назад.

## Правители
- Фараоны Рамсес X, Рамсес XI, Несубанебдед (Смендес), Аменемнису, Псусеннес I.
- Цари Иудеи Авимелех[1][2], Саул[3][4].
- Цари Ассирии Тукульти-апиль-эшарра I, Ашаред-апал-Экур, Ашшур-бел-кала, Эриба-Адад II, Шамши-Адад IV, Ашшур-нацир-апал I, Салманасар II, Ашшур-нирари IV, Ашшур-раби II.
- Цари Вавилона Мардук-надин-аххе, Мардук-шапик-зери, Адад-апла-иддин, Мардук-аххе-эриба, Мардук-зер…, Набу-шуму-либур. V династия: Симбаршикхи, Эа-мукин-зери, Кашшу-надин-аххе, Э-улмаш-шакин-шуми, Нинурта-кудурри-уцур I.
- Цари Элама для данного периода неизвестны.
- Цари Шан Ди И, Ди Синь.
- Цари Чжоу Вэнь-ван, У-ван, Чэн-ван, Кан-ван.

Полулегендарные:
- Список царей Альба-Лонги

## Греция
- Начало гомеровской эпохи в истории Древней Греции (эпоха Тёмных веков).
- Согласно преданию, в Афинах отменена царская власть и представители царского рода Кодридов стали пожизненными архонтами.
- Основан город Приена.

Полулегендарные правители:
- Цари Мессении Кресфонт, Полифонт, Эпит (полулегендарные).
- Цари Спарты (из династии Агидов) Еврисфен, Агис I; (из династии Эврипонтидов) Прокл, Сой (полулегендарные).
- Цари Аргоса Темен, Кейс (полулегендарные).
- Цари Аркадии.
- Цари Коринфа.
- Архонты Афин.

## Египет
- Ок.1100 — при Рамсесе IX в Фивах имела место «война» против верховного жреца Аменхотепа.
- 1098—1070 — фараон Рамсес XI.
- 1080—945 — «жреческое царство» в Фивах.
- 1080—1074 — верховный жрец в Фивах Херихор.
- 1074—1070 — верховный жрец в Фивах Пианх.
- Ок.1070 — при Рамсесе XI египтяне сохраняют контроль лишь над Эфиопией.
- 1069—664 (1069—664) — третий переходный период.
- 1069—946 — XXI династия в Египте (Танис). 7 фараонов.
- 1069—1043 — фараон Несубанебджед I.
- 1060-е годы — Египет поделён между верховным жрецом Амона Херихором (Верхний Египет) и правителем Нижнего Египта Несубанебджедом, основателем XXI династии.
- Территория Куша освобождена от власти Египта.

## Ближний Восток
- Первое упоминание о городе Хамадан.
- Основано Израильско-Иудейское царство.
- Возникновение Дамасского царства.
- Ок.1090 — Победа Тиглатпаласара над вавилонянами и захват Сиппара и Вавилона.
- 1077 — После смерти Тиглатпаласара царём провозглашает себя узурпатор Ашаредапалэкур. Но Ашшурбелкалу, сыну Тиглатпаласара, после упорной борьбы удаётся овладеть престолом.
- 1074—1057 — Царь Ассирии Ашшурбелкала, сын Тиглатпаласара. Походы на Урарту. Война с Вавилоном и подчинение его Ассирии.
- 1057—1050 — Царь Ассирии Шамшиадад IV, младший брат Ашшурбелкала.
- Середина XI века — Вторжение арамеев в Вавилонию. Новый распад страны.
- 1050—1031 — Царь Ассирии Ашшурнасирапал I, внук Тиглатпаласара I. Борьба с арамеями.
- Ок.1050 — Победа филистимлян над израильтянами. Разрушение Шилоха, религиозного центра Израиля.
- Последняя четверть XI века — Ассирийская территория расчленена наступающими арамеями. Захват арамеями некоторых областей к востоку от Тигра.
- 1020—1000 (1040—1012) — Царь Израиля Саул. Объединение всех израильских племён. Ряд побед над филистимлянами.

## Китай
- Китайское племя чжоу, воспользовавшись обострением классовых противоречий и междоусобной борьбой в государстве Инь, уничтожило его. Конец эпохи Инь, начало эпохи Чжоу.

Данные приведены в соответствии со статьёй Хронологический проект Ся-Шан-Чжоу.
- 1100 (2 год шанского царя Ди И) — чжоусцы напали на Шан[5].
- 1088 — родился будущий У-ван (согласно «Гу бэнь чжу шу цзи нянь» он прожил 45 лет либо был 45 лет на дату некоего события[6]; другие источники приводят явно легендарную цифру 93 года[7]).
- 1076 — умер иньский царь Ди И, ему наследовал Чжоу (Ди Синь, эра правления 1075—1046).
- 1068 (за 10 лет до смерти) — правитель Чжоу, будущий Вэнь-ван (Си-бо) получил титул вана[8].
- 1058 — умер чжоуский Вэнь-ван, ему наследовал старший сын Фа (У-ван), правил в 1057—1043 годах.
- 1049 (9 год У-вана) — У-ван принёс жертвы звезде Би и совершил поход на восток до Мэнцзиня[9].
- 1047 (11 год У-вана) — в день гэн-инь чжоусцы начали поход на Шан[5]. В день у-у 12 луны армия У-вана переправилась через Хуанхэ[10].
- 1046 (по данным Сыма Цяня — в 1122 году, (также предлагалась дата 1050, 1027 и другие годы), в день цзя-цзы второй луны[11] — Битва при Муе (в день гуй-хай ночью войска были выстроены на позиции перед битвой[12]).
- 1046 (12 год У-вана) — после победы У-ван организует пожалование земель владетельным князьям (так в традиционной историографии): княжества Цзяо, Чжу, Цзи, Чэнь, Ци, Янь, Гуань, Цай.
- 1044 (через 2 года после победы) — рассказ Ци-цзы У-вану о путях правления[13].
- 1044 (на второй год после победы) — болезнь У-вана. Чжоу-гун (Дань) воздвиг три жертвенника и решил предложить себя в жертву вместо вана, и тому временно стало лучше[14].
- 1043 — умер царь Чжоу У-ван (Фа), ему наследовал маленький сын Сун (Чэн-ван), эра правления 1042—1021. Начало регентства Чжоу-гуна, он носил титул тайбао — «великий воспитатель» (согласно гл.4 «Шицзи», оно длилось 7 лет[15]). Согласно комментатору Чжэн Сюаню, Чэн-вану было 10 лет, согласно Ван Су — 13 лет[16].
- 1036 (7 год Чэн-вана), 2 луна, день и-вэй — Чэн-ван отправился из столицы в Фэн, после чего приказал Чжоу-гуну выбрать место для столицы у реки Лои. В 3 луне после гаданий Чжоу-гун основал столицу (её назвали Чэнчжоу) в Лои и передал управление вану[17].
- 1021 — умер царь Чжоу Чэн-ван, ему наследовал сын Чжао (Кан-ван), эра правления 1020—996. Составлено «Кан гао» (одна из глав «Шан шу»).
- 1015 (6 год Кан-вана) — умер циский Тай-гун (Ван) (данные «Гу бэнь чжу шу цзи нянь» 4.3.1[6]), ему наследовал Дин-гун (Люй Цзи). По «Ши цзи», Тай-гун прожил «по-видимому, более ста лет»[18].

## Другие регионы
- Угасание послехараппской археологической культуры Джхангар.
- Начало палеоиндейского периода в истории восточных районов Северной Америки.

## Важные персоны
- Кодр, легендарный царь Аттики
- Несубанебдед, египетский фараон
- Саул, иудейский царь
- Херихор, египетский фараон

## Открытия, изобретения
- Отдельные железные предметы проникают в область, лежащую к северу от Альп.
- Субмикенский период в истории древнегреческой вазописи.
- Еврейское письмо.
- Ранняя форма ведийского языка.